# Perittia cygnodiella
Perittia cygnodiella är en fjärilsart som beskrevs av August Busck 1921. Perittia cygnodiella ingår i släktet Perittia och familjen gräsmalar, Elachistidae. Inga underarter finns listade i Catalogue of Life.